# Gaius Terentilius Harsa
Gaius Terentilius Harsa, of kortweg Terentilius, was een Plebejisch tribus in het Romeinse Rijk rond ca.462 v.Chr.
Terentilius oefende druk uit om een formele set van wetten te creëren in de beginjaren van de Romeinse Republiek. Hij misbruikte het feit dat de consuls weg waren op campagne tegen de Volsken om de Romeinse Senaat, die bestuurd werd door de Patriciërs, onder druk te zetten om zijn voorstel van wetten goed te keuren.
De Patriciërs hielden een show rond het vrede sluiten met Terentilius, maar hadden in feite geen enkele intentie om zijn wetten te ratificeren. Desondanks dit feit zal de agitatie rond de persoon van Terentilius leiden tot de Twaalf Tafelen, die de basis vormen van al het latere Romeins recht.
Onder leiding van Terentilius heeft het Plebs ook het Romeins consulschap afgeschaft, waarbij vijf Plebejische tribus de machten van de consul verdeelden. Uiteindelijk zal de Senaat het consulschap terug in volle glorie herstellen.
De latere Florentijnse schrijver Niccolò Machiavelli schreef hierover dat zo'n situaties ervoor zorgden dat het volk realiseerde dat het het misbruik was van macht en autoriteit dat hen deed walgen en niet de titels of functies die horen bij de macht.
Het verhaal van Terentilius komt integraal van één enkele bron, nl. het derde boek van Titus Livius, Ab Urbe Condita.

## Notities
1. ↑  Machiavelli, De Discours, vertaald door Walker en Richardson, 209.